# Saint-Julien-en-Born
Saint-Julien-en-Born (gaskonsko Sent Julian de Bòrn) je naselje in občina v francoskem departmaju Landes regije Akvitanije. Naselje je leta 2009 imelo 1.450 prebivalcev.

## Geografija
Kraj leži v pokrajini Gaskonji 44 km severozahodno od Daxa in 68 km severozahodno od Mont-de-Marsana. 10 km zahodneje, ob izlivu reke courant de Contis v Biskajski zaliv, se nahaja manjše letovišče Contis.

## Uprava
Občina Saint-Julien-en-Born skupaj s sosednjimi občinami Castets, Léon, Lévignacq, Linxe, Lit-et-Mixe, Saint-Michel-Escalus, Taller, Uza-les-Forges in Vielle-Saint-Girons sestavlja kanton Castets s sedežem v Castetsu. Kanton je sestavni del okrožja Dax.

## Zanimivosti
- neogotska cerkev sv. Julijana iz začetka 20. stoletja, naslednica nekdanje cerkve sv. Julijana iz 15. stoletja; Saint-Julien-en-Born leži ob primorski romarski poti v Santiago de Compostelo, tim. Voie de Soulac;
- svetilnik phare de Contis, visok 39 metrov, je zgrajen po 2. svetovni vojni in je edini na ozemlju departmaja. Nahaja se v obmorskem letovišču Contis, občina Saint-Julien-en-Born, na pol poti med Biarritzem in Cap-Ferretom.

## Promet
Saint-Julien-en-Born se nahaja ob pokrajinski cesti (Route Départementale) D 652 med Mimizanom in Lit-et-Mixe (smer sever - jug).